# Gino Manca
Gino Manca född 1920 i Sardinien, död 1985 i Norrköping, var en italiensk formgivare och skulptör.
Gino Manca utbildade sig vid akademien i Milano. Han flyttade till Norge 1955 på grund av ett konstnärligt uppdrag i samband med kung Håkon VII av Norges 50-årsjubileum på tronen. År 1965 flyttade han till Sverige och Ödeshög och sedan till Norrköping 1966. Han har skapat ett okänt antal signerade gipsfigurer, och tillverkade trädgårdskonst de sista åren i Sverige. Han gjorde former för/till betongskulpturer och sålde dessa till trädgårdskonsthandlare. 
Gino Manca-föremål var mycket vanliga i svenska hem under 1960-talet, framför allt gipsbyster av svarta kvinnor och män i olika former. Tomtar och trollfigurer fanns också på repertoaren. Tomtarna gjordes på uppdrag av fabriken Heissner i Lauterbach i Tyskland. Parken ”Lådbilslandet”, i Löttorp på Öland har en permanent utställning med Mancas troll.